# Alain Penz
Pour les articles homonymes, voir Penz.
Alain Penz, né le 30 octobre 1947  à Sallanches, est un skieur alpin français originaire de Saint-Gervais.
Il est le fils de Claude Penz et le mari de Florence Steurer.

## Coupe du monde
- Meilleur résultat au classement général : 5e en 1969 et 1970
  - Vainqueur de la coupe du monde de slalom en 1969 et 1970
  - 5 victoires : 1 géant et 4 slaloms
  - 12 podiums.

### Saison par saison
- Coupe du monde 1968 :
  - Classement général : 29e
- Coupe du monde 1968 :
  - Classement général : 44e
- Coupe du monde 1969 :
  - Classement général : 5e
    - Vainqueur de la coupe du monde de slalom
    - 1 victoire en slalom : Megève
- Coupe du monde 1970 :
  - Classement général : 5e
    - Vainqueur de la coupe du monde de slalom
    - 1 victoire en géant : Grouse Mountain
    - 3 victoires en slalom : Jackson Hole, Grouse Mountain et Heavenly Valley
- Coupe du monde 1971 :
  - Classement général : 14e
- Coupe du monde 1972 :
  - Classement général : 16e.

## Arlberg-Kandahar
- Meilleur résultat : 7e place dans le slalom 1968 à Chamonix.

## Championnats de France
- Champion de France de Slalom Géant en 1969 et 1972
- Champion de France de Slalom en 1969 et 1972
- Champion de France du Combiné en 1969, 1971 et 1972